# 海濱紫草
海濱紫草是紫草科濱紫草屬多年生草本植物，原產於北半球，其自生北限可達加拿大、格陵蘭、斯瓦巴。海濱紫草最初發現於設得蘭群島，因其葉子有牡蠣的味道，因此又名牡蠣草、生蠔菜。

## 亞種
- 海濱紫草
- 濱紫草
- 楚科奇濱紫草[3]
- 北極濱紫草[4]

## 外部連結
- Photo gallery （页面存档备份，存于）
- Mertensia maritima Grow Guide （页面存档备份，存于）
- Global distribution （页面存档备份，存于）